# Лютенсько-Будищанська волость
Лютенсько-Будищанська волость — адміністративно-територіальна одиниця Зіньківського повіту Полтавської губернії з центром у селі Лютенські Будища.
Утворена 1890 року виокремленням із Бірківської волості.
Старшинами волості були:
- 1900 року Мільченко[1];
- 1903-1907 роках Захарченко[2],[3],[4],[5];
- 1913-1914 роках Іван Власович Нощенко[6],[7];
- 1915-1916 роках Андрій Єлісейович Ниценко[8],[9].